# Sophie Fiennes
Sophie Fiennes (née Sophia Twisleton-Wykeham-Fiennes le 12 février 1967 à Ipswich dans le Suffolk au Royaume-Uni), est une réalisatrice britannique de cinéma et de documentaires.

## Biographie
Fille du photographe Mark Fiennes (en) et de l'écrivaine Jennifer Lash (en), sœur des acteurs Ralph Fiennes et Joseph Fiennes, de la productrice Martha Fiennes, du compositeur Magnus Fiennes et de Jacob Fiennes, Sophie Fiennes commence sa carrière professionnelle en s'occupant des compagnies de danse notamment celle de Michael Clark de 1992 à 1994. Par la suite, elle a collaboré avec Les Ballets C de la B pour des projets audiovisuels, notamment sur le spectacle VSPRS (2007) d'Alain Platel pour la ZDF et Arte.
En 1998, elle s'oriente vers le cinéma en travaillant avec Peter Greenaway sur plusieurs de ses films, puis surtout vers le documentaire en collaborant à différents projets, dont les plus notables sont ceux avec le peintre contemporain Anselm Kiefer et avec le penseur slovène Slavoj Žižek.

## Filmographie
- 1998 : Lars from 1-10
- 2001 : Because I Sing
- 2002 : Hoover Street Revival
- 2005 : Ramallah! Ramallah! Ramallah!
- 2006 : Le Guide pervers du cinéma (The Pervert's Guide to Cinema)
- 2007 : VSPRS Show and Tell (sur Alain Platel et sa compagnie)
- 2010 : Over Your Cities Grass Will Grow (sur Anselm Kiefer)
- 2012 : The Pervert's Guide to Ideology (sur Slavoj Žižek)
- 2012 : First Row Orchestra (court métrage) dans la série « Hopper vu par... »
- 2017 : Grace Jones: Bloodlight and Bami (sur Grace Jones)